# Pont de Maincy
Le pont de Maincy est un tableau de Paul Cézanne.

## Historique, sujet et conservation
Réalisé entre 1879 et 1880 — l'identification et la datation de l'œuvre ne furent pas simples —, il représente un pont qui enjambait l'Almont sur la commune de Maincy.
Paul Cézanne résidait à cette période à Melun, une commune limitrophe de Maincy.
L'œuvre de 58,5 cm sur 72,5 cm est conservée au Musée d'Orsay à Paris.
Principales expositions : Londres (1914, 1996), Paris (1926, 1936, 1995, 2011), Pékin (1989), New York (2005)

## Postérité
En 1993, le peintre péruvien Herman Braun-Vega fait référence au Pont de Maincy dans Papaye à la guitare (Cézanne), une nature morte inversée réaliste qui fait dialoguer le postimpressionnisme de Cézanne avec une guitare cubiste. La lumière intrinsèque du paysage de Cézanne s'y trouve doublée de la lumière naturelle extrinsèque au tableau à travers les jeux d'ombre d'un encadrement sophistiqué. Ce tableau est "un petit discours confidentiel entre techniciens" d'après les mots de l'artiste. 

## Notes et références

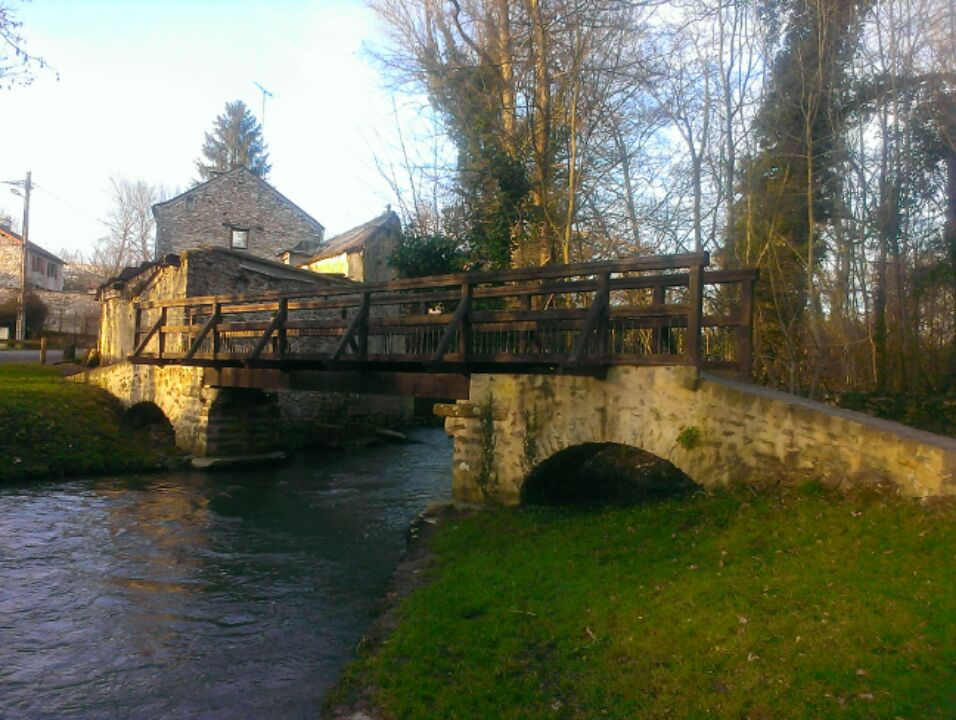
Pont de Maincy (77)